# Jeremy Dawson
Jeremy Dawson est à la fois un concepteur d'effets spéciaux numériques et de génériques et un producteur de cinéma américain.

## Biographie
Jeremy Dawson passe son enfance et son adolescence à Vancouver, son père travaillant à l'Université de la Colombie-Britannique. À 18 ans, il part aux États-Unis pour entrer à Harvard, où il passe un diplôme de science politique.
Passionné de photographie, il entre ensuite à l'École d'arts visuels de New York. Dans cette ville, il retrouve un autre ancien de Harvard, Darren Aronofsky, avec qui il va travailler pour le film Pi, ce qui marque ses débuts au cinéma,.

## Filmographie

### Effets spéciaux - Génériques
- 2014 : Noé de Darren Aronofsky
- 2010 : Black Swan de Darren Aronofsky
- 2007 : Across the Universe de Julie Taymor
- 2006 : The Fountain de Darren Aronofsky
- 2005 : Les Producteurs de Susan Stroman
- 2004 : La Vie aquatique de Wes Anderson
- 2004 : Final Cut de Omar Naïm
- 2002 : Frida (film) de Julie Taymor
- 2001 : Wet Hot American Summer de David Wain
- 2000 : Requiem for a Dream de Darren Aronofsky
- 1998 : Pi de Darren Aronofsky
- 2000 : The Suicide Club (en) de Rachel Samuels
- 1999 : Saturn de Rob Schmidt (en)
- 1998 : Edge of Seventeen de David Moreton

### Production
- 2015 : Me and Earl and the Dying Girl (en) de Alfonso Gomez-Rejon
- 2014 : The Grand Budapest Hotel de Wes Anderson
- 2012 : Moonrise Kingdom de Wes Anderson
- 2009 : Fantastic Mr. Fox de Wes Anderson
- 2007 : À bord du Darjeeling Limited de Wes Anderson
- 2018 : L'Île aux chiens (Isle of Dogs) de Wes Anderson
- 2021 : The French Dispatch de Wes Anderson
- 2023 : Asteroid City de Wes Anderson
- 2025 : Pris au piège - Caught Stealing (Caught Stealing) de Darren Aronofsky

## Nominations
- Oscars du cinéma 2015 : The Grand Budapest Hotel pour l'Oscar du meilleur film
- BAFTA 2015 : The Grand Budapest Hotel pour le BAFA du meilleur film